# Calimesa
Calimesa est une municipalité du comté de Riverside, en Californie, aux États-Unis. Sa population était de 7 139 habitants au recensement de 2000.

## Géographie
Calimesa est située à 33° 59′ 17″ N, 117° 02′ 35″ O.
Selon le Bureau du recensement des États-Unis la ville a une superficie de 40,4 km2[réf. nécessaire].

## Démographie
| 1990  | 2000  | 2010  | - | - | - |
| ----- | ----- | ----- | - | - | - |
| 4 647 | 7 139 | 7 879 | - | - | - |